# Delčevo
Delčevo (en macédonien : Делчево, prononcé /ˈdɛɫ.tʃɛ.vɔ/ ) est une commune et une ville de l'est de la Macédoine du Nord. La commune comptait 13 585 habitants en 2021 et fait 423 km². La ville à elle seule comptait 11 500 habitants, le reste de la population étant réparti dans les villages alentour. Elle a été baptisée en l'honneur de Goce Delčev, un révolutionnaire macédonien du début du XXe siècle. Son nom historique est Carevo Selo (Царево Село), qui signifie « le village de l'empereur ».

## Géographie
La commune de Delčevo s'étend sur plusieurs espaces géographiques. À l'est, le long de la frontière bulgare, s'étire la crête de la montagne de Maléchévo et au nord, celle de l'Osogovo. Au sud et à l'ouest, la commune est fermée par le mont Golak. En son centre se trouve enfin la vallée supérieure de la Bregalnica, la seule étendue plate, où se trouve notamment la ville de Delčevo. Cette vallée, qui s'appelle le Pijanec, a une altitude moyenne comprise entre 575 et 750 mètres. Elle est empruntée par la route qui relie le centre du pays à des villes du sud-est comme Pehčevo et Berovo. Delčevo se trouve également sur un embranchement, puisque qu'une deuxième route y quitte la vallée pour rejoindre la frontière bulgare.
Le sous-sol de la commune est riche puisqu'on y trouve le troisième plus grand filon de charbon de Macédoine (46 millions de tonnes), de l'argile (10 millions de tonnes), et des alluvions aurifères dans la Bregalnica. Le sous-sol de Delčevo possède enfin un fort potentiel géothermique.
La commune compte aussi les cheminées de fées de Koukoulyé, les seules de Macédoine avec celles de Kouklitsa, situées au nord-est du pays, et celles de Tsoutski, situées au sud.
La commune est couverte à 48 % par la forêt, surtout composée de chênes, de pins et de hêtres. On y trouve des sangliers, des chevreuils, des lièvres, des aigles...
Delčevo connaît un climat plutôt sec (548 mm par an), qui varie selon l'altitude. La température maximale record s'élève à 40 degrés, et la température minimale à -26,7 degrés. Le temps est généralement ensoleillé, les nuages et le brouillard sont rares.
En plus de la ville de Delčevo, la commune compte plusieurs villages. Il s'agit de Bigla, Vetren, Virtché, Vratislavtsi, Grabrovo, Grad, Dramtché, Dzvegor, Ilïovo, Kiselitsa, Kosovo Dabyé, Nov Istevnik, Otchipala, Poleto, Razlovtsi, Selnik, Stramer, Star Istevnik, Trabotivichté, Touriya et Tchiflik.

## Histoire

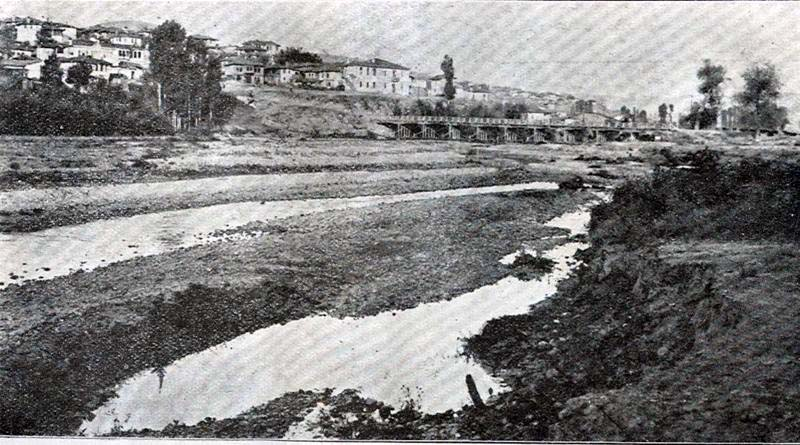
Carevo Selo et la Bregalnica au début du XXe siècle.

Le village de Carevo Selo est mentionné pour la première fois au XIVe siècle, sur une charte du roi de Serbie Stefan Dušan. Pendant l'époque ottomane, de 1389 à 1912, l'histoire du village est peu documentée. C'est une simple halte sur la route de la Bulgarie, et il est majoritairement habité par des Turcs, qui y construisent une mosquée. Ces derniers appellent le village Sultaniya.
Au milieu du XVIIe siècle, Carevo Selo reçoit la visite du Sultan Mehmed IV, qui aurait fait déplacer le village de la rive droite à la rive gauche de la Bregalnica. À la même période, le voyageur et écrivain Evliya Çelebi y compte 100 maisons et fait état d'une population musulmane.
Au milieu du XIXe siècle, cependant, le village accueille de nombreux Macédoniens. Il y a ainsi 75 foyers macédoniens à Carevo Selo en 1863, puis 109 foyers en 1873. Une église y est construite en 1856. Ces nouveaux habitants macédoniens fuient alors les villages environnants où les petits seigneurs ottomans les répriment. Toutefois, à la suite de la guerre russo-turque, Carevo Selo accueille un grand nombre de Turcs, qui fuient la Bulgarie, nouvellement autonome.
Carevo Selo compte 1 701 habitants en 1914, et 3 746 en 1931. Le village fait alors partie de la Yougoslavie, et les habitants turcs émigrent peu à peu en Turquie. En 1935, le village commence à s'étendre sur la rive droite de la Bregalnica.
Carevo Selo est renommé Delčevo en 1950.

## Administration
La commune est administrée par un conseil élu au suffrage universel tous les quatre ans. Ce conseil adopte les plans d'urbanisme, accorde les permis de construire, il planifie le développement économique local, protège l'environnement, prend des initiatives culturelles et supervise l'enseignement primaire. Le conseil compte 15 membres.
Le pouvoir exécutif est détenu par le maire, lui aussi élu au suffrage universel. Depuis 2009, le maire de Delčevo est Goran Malesevski, né en 1977.

## Démographie
Lors du recensement de 2002, la commune comptait :
- Macédoniens : 16 744 (95,04 %)
- Roms : 474 (3,72 %)
- Turcs : 201 (0,70 %)
- Serbes : 42 (0,20 %)
- Albanais : 7 (0,04 %)
- Valaques : 1 (0,02 %)
- Autres : 36 (0,28 %)

## Culture

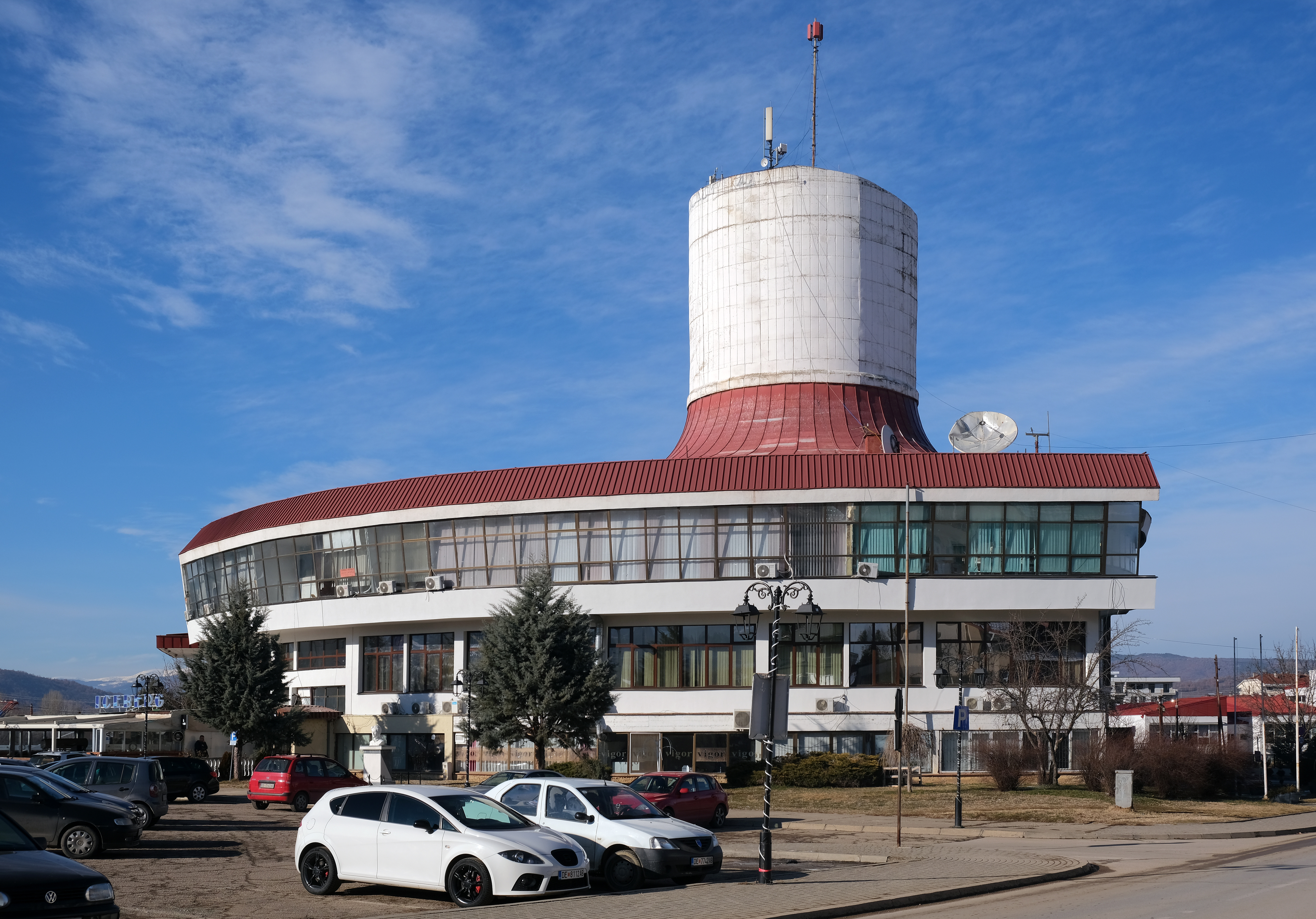
La maison de la culture.

La commune possède deux sites archéologiques. Le premier, situé près du village de Stramer et découvert en 2007, regroupait des ossements d'animaux du Miocène supérieur. Le deuxième, situé près de la Bregalnica, est l'ancien village de Pijanec, habité il y a 5 500 ans. Les artéfacts qui y ont été retrouvés sont exposés dans le musée local, ouvert en 2001. Celui-ci présente aussi des pièces de l'Antiquité et du Moyen Âge et une collection sur l'ethnologie locale.
Les autres institutions culturelles sont la maison de la culture, la bibliothèque, le mémorial de l'ASNOM et la maison du soulèvement de Kresna situé dans le village de Razlovtsi.

## Jumelages
La ville de  est jumelée avec :
- Simitli (Bulgarie)
- Vălenii de Munte (Roumanie)
- Jagodina (Serbie)
- Vychhorod (Ukraine)
- Bornova (Turquie)
- Żyrardów (Pologne)
- Felsőzsolca (Hongrie)
- Goražde (Bosnie-Herzégovine)